# Helmut Träbert
Helmut Träbert a fost un medic german, fondator al electroterapiei cu curenți eponimi.